# Історія НАН України
Історія Національної академії наук України (раніше, Українська академія наук, Всеукраїнська академія наук, Академія наук УРСР), головної наукової організації починається з листопада 1918 року, коли указом Гетьмана Павла Скоропадського було утворено Українську академію наук. Академія наук розпочала діяльність як автономна самоврядна організація, але за період існування УРСР поступово втрачала ознаки самостійного адміністрування та була повністю підпорядкована радянському уряду. Після 1991 року основні принципи управління Академією наук України залишилися практично незмінними з радянських часів.
Та все ж, за майже століття свого існування, Академія наук і її науковці демонстрували якісні наукові роботи, багато з яких мали світове значення і визнання. Основна тенденція на збільшення представництва технічних і природничих наук і зменшення впливу гуманітарних дисциплін призвела до значного прогресу в матеріалознавчих та технічних науках, але зумовила відставання у історично-соціальній сфері.

## Назви
Назва Академії неодноразово зазнавала змін. У 1918–1921 рр. вона іменувалася Українська академія наук у Києві (УАН), з 1921 по 1936 р. — Всеукраїнська академія наук (ВУАН), у 1936–1991 рр. — Академія наук Української РСР, з 1991 по 1993 р. — Академія наук України, а з 1994 р. — Національна академія наук України.
| Назви Академії                    | Назви Академії |
| --------------------------------- | -------------- |
| Українська академія наук у Києві  | 1918–1921      |
| Всеукраїнська академія наук       | 1921–1936      |
| Академія наук УРСР                | 1936–1991      |
| Академія наук України             | 1991–1993      |
| Національна академія наук України | від 1994       |

## Заснування академії

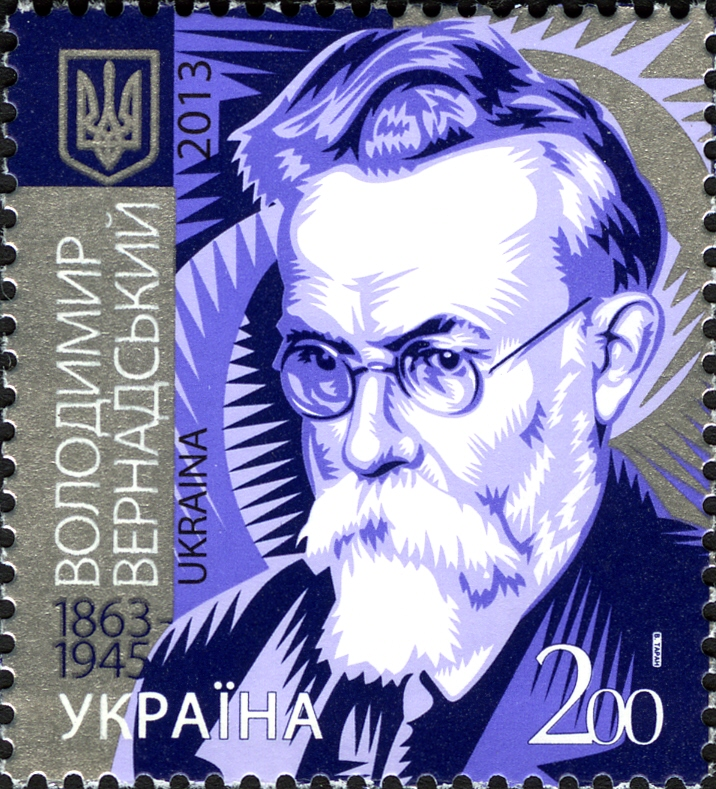
Володимир Вернадський — перший президент УАН

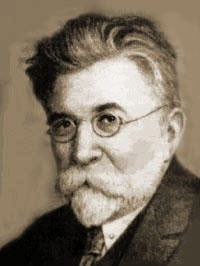
Микола Василенко, один із фундаторів Академії

### Початки української науки
Межею, від якої почалась фундація академічної української науки, стала академізація Наукового товариства імені Тараса Шевченка. Послідовно відштовхуючись від моделі літературно-видавничої спілки, культурно-політичного клубу політичної української еліти та просвітницької організації, усіляко сприяючи, на противагу «москвофілам», підтримці українського національного руху,— НТШ діяло у напрямку створення національної академії у межах Австро-Угорщини за прикладом Південнослов'янської академії наук та мистецтв у Хорватії (1867) та Краківської (1871) і Чеської (1889) академій наук, що постали із аналогічних національних наукових товариств. Конституціонування НТШ як Української Академії наук було пов'язане із боротьбою за національний університет у Львові.
| Президенти НАН України             | Президенти НАН України |
| ---------------------------------- | ---------------------- |
| Вернадський Володимир Іванович     | 1918–1919              |
| Левицький Орест Іванович           | 1919–1921              |
| Василенко Микола Прокопович        | 1921–1922              |
| Левицький Орест Іванович           | 1922                   |
| Липський Володимир Іполитович      | 1922–1928              |
| Заболотний Данило Кирилович        | 1928–1929              |
| Богомолець Олександр Олександрович | 1930–1946              |
| Палладін Олександр Володимирович   | 1946–1962              |
| Патон Борис Євгенович              | 1962–2020              |
| Загородній Анатолій Глібович       | з 2020                 |

Від 1892 року почали виходити друком Записки Наукового товариства імені Шевченка українською мовою. Були утворені три секції: історико-філософська, філологічна, математико-природничо-медична. Почалась організація наукової бібліотеки та музею товариства. За рахунок прибутків від видавничої діяльності та пожертв діяльність товариства надбала стійкий матеріальний фундамент. НТШ домоглося урядових субсидій і лише заперечення австрійської влади завадили йому отримати статус самостійної Академії 1898 року.
В цей же час йшла боротьба за визнання за українською мовою права на існування як мови освіти та науки. 18 лютого 1905 года на засіданні Загальних зборів Петербурзької АН була схвалена доповідь Шахматова з вимогою до російської влади від імені Академії наук надати українському народові право «говорити публічно і друкуватися рідною мовою».
Революція 1905—1907 років дозволила українським науковим колам активізувати свою діяльність. М. Грушевський від 1905 року почав переносити центр своєї організаційно-наукової діяльності до Києва. В організації українознавчих кафедр його підтримують у цей час: М. Сумцов — у Харкові, його брат Андрій — в Одесі, М. Василенко — у Києві. 1907 року за ініціативи В. Антоновича та Лучицького, членів-кореспондентів Петербурзької АН, та українських діячів «Київської старовини» створюється Українське наукове товариство, головою якого обирається М. Грушевський. В той же час, зусиллями Шахматова і Корша, Петербурзька академія,— поруч із Львовом, Києвом, Харковом,— стає одним із провідних українознавчих центрів.
У травні 1912 року питання створення Української академії наук на теренах Російської імперії було внесене до «Української платформи» провідних українських політиків напередодні виборів до IV Державної Думи.
Від початку Першої світової війни були вжиті репресивні заходи проти українського руху в Російській імперії: заборонені українські організації в українських губерніях, під час окупації ЛЬвова та Східної Галичини (1915) згорнута діяльність НТШ та інших культурних та просвітницьких організацій.

### Організація Академії
Безпосередніми інституційними попередниками УАН були Наукове товариство імені Шевченка у Львові та Українське наукове товариство в Києві, які з різних причин не переросли в національну академію.
Українське наукове товариство намагалося вжити заходів по створенню Української Академії наук від березня 1917 року, але реальна робота розгорнулася лише за Гетьманату Павла Скоропадського.
З травня 1918 справою створення УАН опікувався міністр народної освіти та мисткцтва Ради Міністрів Української Держави Микола Василенко, за ініціативи якого була організована очолювана академіком Російської АН Володимиром Вернадським Комісія по виробленню законопроєкту про заснування УАН у Києві, а при ній — Національної бібліотеки, Національного музею та інших наукових установ. Упродовж липня—вересня 1918 комісія, ґрунтуючись на запропонованій Володимиром Вернадським моделі УАН як академії універсального характеру, розробила законопроєкт про заснування УАН, проєкт статуту і штатів академії, кошторис. На їх підставі гетьман Павло Скоропадський 14 листопада 1918 підписав «Закон про заснування Української Академії наук в м. Києві», а також затвердив Статут УАН, штати УАН та її установ і наказ по міністерству народної освіти та мистецтва про призначення перших 12-ти дійсних членів (академіків) УАН. Її урочисте відкриття відбулося 24 листопада 1918 року.
Українську академію наук проголосили створити самоврядною установою. Очолювало її Спільне зібрання всіх дійсних членів Академії, яке обирало Голову-президента Академії та Неодмінного секретаря[джерело?]. Академія утворювалась у складі 3-х відділів: історично-філологічного (1-й відділ), фізично-математичного (2-й відділ) та соціальних наук (3-й відділ); її структурними одиницями стали постійні комісії й інститути. Планувалося першочергово ввести до складу УАН 45 установ: 15 інститутів, 14 постійних комісій, 6 музеїв, 2 кабінети, 2 лабораторії, Ботанічний та Акліматизаційний сади, Астрономічна обсерваторія, Біологічна станція, бібліотека, друкарня та архів. Окрім цього при Спільному зібранні мали створитися додатково 3 категорії установ: 1) академічні, що належали до структури Академії, 2) у віданні Академії, які не входили до структури, 3) установи, що мали зв'язок з Академією. Також створювалися академічні кафедри, які не були окремими установами у сучасному розумінні, але лише окреслювали галузь науки під керівництвом провідного наукового спеціаліста[джерело?].
Видання Академії повинні були друкуватися українською мовою. Статут підкреслював загальноукраїнський характер УАН: її дійсними членами могли на однакових умовах бути громадяни України та українські вчені Галичини, Буковини й Угорської України (див. Закарпатська Україна). Іноземці теж могли стати академіками, але за постановою 2/3 дійсних членів УАН.
Президію та перших академіків (по три на відділ) призначив уряд, у подальшому членів мали обирати ці академіки.
Першими академіками були призначені (14 листопада 1918 р.): по першому відділу: Дмитро Багалій (спеціальність — історія України), Агатангел Кримський (арабо-іранська філологія), Микола Петров (українське письменство) Степан Смаль-Стоцький (українська мова); по 2-му відділу — Володимир Вернадський (мінералогія), Степан Тимошенко (прикладна механіка), Микола Кащенко (акліматизація), Павло Тутковський (геологія); по 3-му відділу — Михайло Туган-Барановський (теоретична економія), Федір Тарановський (порівняльна історія права), Володимир Косинський (сільське господарство), Орест Левицький (звичаєве право на Україні).
На президента Академії Гетьман запросив Михайла Грушевського, але він відмовився.
Гетьманський уряд виділив кошти для організації перших науково-дослідних кафедр, інститутів та інших установ академії.
Наприкінці листопада 1918 УАН почала офіційну діяльність, відбулося кілька засідань Спільних зібрань і засідань відділів організаційного характеру. На першому Спільному зібранні УАН 27 листопада 1918 головою (президентом) академії було обрано Володимира Вернадського, а неодмінним секретарем — Агатангела Кримського.
Згодом президентами Академії обиралися М. П. Василенко (1921—1922), О. І. Левицький (1922), В. І. Липський (1922—1928), Д. К. Заболотний (1928—1929), Олександр Богомолець (1930—1946), Олександр Палладін (1946—1962), Борис Патон (з 1962 року).
Того ж дня на засіданнях 2-го та 3-го відділів було обрано головами відповідно М.Кащенка та М.Туган-Барановського; 8 грудня 1918 головою
1-го відділу обрано Д.Багалія. Усі ці призначення були затверджені  гетьманом П.Скоропадським. Першими установами УАН, заснованими в грудні 1918, стали комісії: для складання історично-географічного словника української землі (голова — Д.Багалій), для складання історичного словника української мови (директор — Євген Тимченко), для складання словника живої української мови  (директор — А.Кримський), для видання пам'яток новітнього  українського письменства (голова — Сергій Єфремов), Археографічна комісія для видання пам'яток мови, письменства та історії (керівничий — Василь Данилевич), Акліматизаційний сад (директор — М.Кащенко), Інститут технічної механіки (директор — С.Тимошенко), Геодезичний інститут, Інститут економічної кон'юнктури та народного господарства України (директор — М.Туган-Барановський). У січні 1919 було утворено  Демографічний інститут, а також Постійні комісії по виучуванню: звичаєвого права (директор — О.Левицький), соціального питання (директор — М.Туган-Барановський), народного господарства (директор — В.Косинський).
Працюючи 1918—20 в умовах політичної нестабільності й економічної розрухи, керівництво УАН домагалося її визнання кожною новою владою, принципово наголошуючи на позаполітичному характері цього головного наукового центру. Попри матеріальні труднощі, голод, арешти та від'їзд деяких її членів на еміграцію УАН не лише вижила як інституція, а й розвивала структуру і напрями досліджень, почала готувати до публікації наукові праці.
Директорія УНР 3 січня 1919 законодавчо ухвалила зміни до Статуту УАН, згідно з якими вносилися положення щодо друкування праць українською та іноземними мовами (обсяг видань іноземними мовами не повинен був перевищувати 1/4 накладу українською мовою), усі службові особи УАН мали вільно володіти українською мовою, а дійсні члени при затвердженні присягали на вірність УНР. Верховна влада також залишала за собою право затвердження новообраних на Спільних зібраннях членів УАН.

## УАН і ВУАН у 1919—1928

### Більшовики й УАН
Захопивши Київ, більшовики 11 лютого 1919 р. оголосили декрет про структуру та фінанси УАН. наказом народного комісара освіти УСРР Володимира Затонського 11 лютого 1919 у власність УАН було передано приміщення-садибу пансіону графині Левашової у Києві (тепер приміщення Президії НАН України, вул. Володимирська, 54). 12 лютого 1919 відбулося надзвичайне Спільне зібрання УАН, під час якого А.Кримський передав наказ В.Затонського негайно приступити до роботи. У радянській історіографії від кінця 1920-х років, цю дату називали початком її існування, а більшовиків — засновниками УАН, всупереч даті 14 листопада 1918, коли її справді було започатковано.
Окупація Києва військами Добровольчої армії генерал-лейтенанта Антона Денікіна у вересні—грудні 1919 року супроводжувалась офіційним, але не фактичним припиненням діяльності УАН. Особисте втручання В.Вернадського та інших членів УАН, які у ставці генерал-лейтенанта А.Денікіна в Ростові-на-Дону (нині місто в РФ) доводили значення академії для вирішення загальнолюдських і державних потреб, дало можливість уникнути її руйнації.
Із встановленням радянської влади в Києві в грудні 1919 УАН було повернуто статус державної установи, відновились регулярні засідання Спільного зібрання, правління та відділів УАН. Через відсутність В.Вернадського, якому не пощастило вернутися до Києва з Ростова-на-Дону, 19 грудня 1919 заступником голови-президента (до нових виборів президента УАН) було обрано О.Левицького, який до липня 1921 фактично виконував обов'язки президента академії.
Значної матеріальної скрути зазнала УАН 1920, коли фактично 1-шу половину року вона не фінансувалася зовсім. Значно гальмувала роботу й відсутність відповідних приміщень. Невизначеності додавало й перепідпорядкування УАН відділові вищої освіти народного комісаріату освіти УСРР, а також перенесення столиці УСРР до Харкова, що  загострювало відносини між академією та владою, проте давало можливість УАН самостійно вирішувати свої внутрішні проблеми.
1919—20 були обрані ще 22 дійсних члени УАН, серед них М.Андрусов (палеонтологія), М.Біляшівський (археологія України), М.Василенко (правознавство), К.Воблий (економіка торгівлі та промисловості), Д.Граве (математика), О.Ейхенвальд (фізика), С.Єфремов (літературознавство), Б.Кістяківський (соціологія), В.Липський (ботаніка), Ф.Мищенко (історія культурно-ідейних течій в Україні 16—18 ст.), Р.Орженцький (статистика), О.Орлов (астрономія), В.Перетц (історія української мови), М.Птуха (статистика), Г.Пфейффер (математика), М.Сумцов (українська народна словесність), К.Харлампович (історія української церкви). Хоча 1920 в УАН налічувався 31 академік, проте не всі проживали в Києві і мали змогу брати участь в її роботі. Рішенням Спільного зібрання більшість їх було переведено в позаштатні. Безпосередня організаційна робота лягала на плечі 16-ти академіків. До роботи в УАН залучалися штатні й нештатні співробітники, які здебільшого працювали без оплати.
У цей час відбулося структурне оформлення УАН. При Історично-філологічному відділі (голова — Д.Багалій, із лютого 1920 обов'язки голови виконував А.Кримський, він же з червня 1920 заступив С.Єфремова на посаді секретаря відділу) працювали комісії для складання словника живої української мови; історичного словника української мови; історично-географічного словника української землі; для видання пам'яток новітнього письменства; творів класиків української літератури; єврейська історично-археографічна; правописно-термінологічна; археографічна; фольклорно-етнографічна та Кабінет мистецтв. При Фізично-математичному відділі (голова — М.Кащенко, секретар — В.Липський) діяли Геологічний комітет; комісії по вивченню природних багатств України; вищої математики; прикладної математики; для вивчення фауни; нижчих рослин; Інститут технічної механіки; Геометричний інститут; Хімічна лабораторія та Лабораторія для випробувань будівельних матеріалів; Фізично-географічний інститут; Ботанічний та Акліматизаційний сади, Зоологічний музей. У складі Соціально-економічного відділу (1919 замість померлого М.Туган-Барановського його очолював Ф.Тарановський, із травня 1920 — О.Левицький, секретар — М.Птуха) діяли комісії для виучування звичаєвого права; західноруського і українського права; соціального питання; Демографічний інститут; Інститут для виучування економічної кон'юнктури та народного господарства, Комісія для дослідів над бюджетом України. При Спільному зібранні працювала Всенародна бібліотека, комісії для складання біографічного й енциклопедичного словників, Археологічний комітет.
За цих років співробітники УАН жили у важких матеріальних умовах, тоді ж вона зазнала перших репресій. Обраного 1921 року президентом УАН Миколи Василенка влада не затвердила, а 1923 року його заарештовано і 1924-го засуджено на ув'язнення (пізніше амністовано).
Незважаючи на труднощі, уже з 1919 в УАН розгорталися наук. дослідження в 42-х галузях наук, було видано низку монографічних праць та статей, засновані перші серійні друковані видання УАН, зокрема «Труди Інституту технічної механіки», «Труди Акліматизаційного саду», «Записки історично-філологічного відділу ВУАН».

### Становлення ВУАН у 1921—1928
На початку 1920-х років УАН відчувала всю важкість відбудовного періоду: відсутність фінансування і належних приміщень, нестачу наукових кадрів, постійне скорочення штатів. До економічних труднощів додавалися політичні ускладнення: радянська влада виявляла недовіру до «буржуазної інтелігенції», зокрема, до членів УАН, заснованої за гетьманату. Непоодинокими були випадки переслідування й арештів співробітників академії, проводилися так звані чистки академічних кіл під наглядом більшовиків. Найбільш гучною сфальсифікованою справою цього часу став судовий політичний процес щодо «Київського обласного центру дій» над викладачами київських вузів та співробітниками ВУАН (див. Справа «Київського обласного центру дії»).
З 1921 року відбулося перше скорочення наукових співробітників ВУАН. При цьому створювалися науково-громадські організації задля економії на науковій роботі[джерело?].
У контексті загальної перебудови системи освіти в Україні 1921 радянська влада провела реорганізацію УАН, метою якої було обмеження певної незалежності академії від держави та встановлення жорсткого контролю за діяльністю вчених. Цьому мало сприяти зосередження наукової роботи в УАН, до якої мали влитися всі наукові товариства України. 1 червня 1921 було оголошено про об'єднання Українського наукового товариства в Києві та УАН, а 14 червня 1921, попри незгоду частини академіків, РНК УСРР був затверджений новий академічний статут; академія дістала назву Всеукраїнської. Хоча академія була оголошена вищою науковою установою УСРР, її права істотно обмежили: тепер вона безпосередньо була підпорядкована наркоматові освіти УСРР, представники уряду були присутні в Раді (Спільному зібранні) ВУАН, а наркомат освіти УСРР діставав право затверджувати академіків та президію ВУАН. У склад ВУАН тепер входили інститути, музеї, комітети, наукові товариства, що керувалися власними статутами, а для комісій, секцій, семінарів створювались положення. Таким чином, до 1929 року ВУАН являла собою суміш державних наукових установ і громадських наукових організацій. Лише постановою Президії ВУАН від 7 січня 1930 року всі наукові товариства було виключено з Академії[джерело?]. Наприкінці 1924 внаслідок чергової реорганізації управлінських відомств ВУАН перейшла у відання Укрголовнауки.
Декретом від 14 червня 1921 р. Рада Народних Комісарів УСРР схвалила «Положення про Всеукраїнську Академію наук», згідно з яким Академія визнавалася найвищою науковою державною установою республіки і підпорядковувалася наркомату освіти. Академію було перейменовано з УАН на ВУАН (Всеукраїнська Академія Наук), чим підкреслювала її значення також для українських земель під Польщею, Румунією й Чехословаччиною та декларувала намір об'єднати в рамках однієї організації наукову інтелігенцію всіх українських земель. Того ж року до УАН приєднано Київську Археографічну Комісію й Українське Наукове Товариство у Києві, які припинили самостійне існування. Від 1920 року до початку 1930-х років окремо діяло при І відділі Історичне Товариство Нестора Літописця. УАН підпорядкували також Всенародну Бібліотеку в Києві (заснована 1918 року під назвою Національна Бібліотека Української Держави, тепер — Національна бібліотека України імені В. І. Вернадського); 1922 року ВУАН було передано друкарню Києво-Печерської Лаври. Відносини ВУАН з керівництвом були напруженими, оскільки вчені не бажали коритися диктату. Зв'язки із західноукраїнськими вченими швидко зійшли нанівець, тому що СРСР відгородився від оточуючого світу «залізною завісою».
Оскільки у квітні 1921 В.Вернадський повідомив про відмову від посади президента академії, у липні на Спільному зібранні головою було обрано М.Василенка, а його заступником — О.Левицького. Після прийняття нового статуту згідно із вказівкою наркомату освіти УСРР було проведено нові вибори Президії
ВУАН. 17 жовтня 1921 на посаду президента знову обрано М.Василенка, товаришем (заст.) президента — В.Липського, заступником товариша президента — С.Єфремова, неодмінним секретарем — А.Кримського. Оскільки наркомат освіти УСРР не затвердив М.Василенка на посаді, відбулися нові вибори. 27 березня 1922 президентом ВУАН було обрано О.Левицького, а після його смерті — В.Липського (12 червня 1922), товаришем президента став С.Єфремов.
З переходом до НЕПу бюджет ВУАН у твердій валюті було обмежено і число співробітників значно скоротили: на 1922 р. — до 149 осіб, 1923 р. — до 118. Але ВУАН мала значне число нештатних співробітників, які працювали здебільшого безкоштовно (1921 — понад 1 000). Протягом 1919—1930 років було обрано 103 академіки ВУАН. У 1924—1925 роках Академія вперше провела вибори іноземних членів, але їх не затвердив нарком освіти.
Масштабне скорочення було оформлене пропозицією Комісії ВУАН 2 січня 1922: скоротити склад науковців з 1001 до 606 осіб. У 1922 році було закрито установи, де не було керівників через еміграцію чи інші причини. Найбільші скорочення прийшлися на ІІ і ІІІ відділи. Щоб не втратити наукові напрямки, було створено посади «співробітників для спеціальних наукових доручень», на які призначалися видатні вчені, що могли самостійно розробляти цілий науковий напрямок замість групи звільнених науковців або закритої наукової установи. Зокрема, Ф. Шмідт самостійно досліджував Софію Київську замість Софійської комісії. У галузі електрофізіології таким співробітником був Правдич-Немінський. Ці посади було відмінено Постановою Президії ВУАН від 27 січня 1930 року[джерело?].
Більшого розмаху набрала праця ВУАН з початком українізації і поверненням Михайла Грушевського з еміграції (1924). Обраний дійсним членом ВУАН, він очолив її кафедру нової історії України, Історичну Секцію з численними комісіями, а також Археографічну Комісію.
У середині 1920-х років тиск влади на ВУАН посилився: невдоволення викликали її «нерадянський» характер та напрями наукової діяльності. Академії було запропоновано розробити новий статут, що мав за допомогою структурних змін сприяти «послідовній революційній перебудові наукової праці», а також ставилося завдання введення до складу членів і співробітників академії комуністів. Ідеї поділу ВУАН на 2 відділи замість трьох, вибори членів відкритим голосуванням замість таємного та обов'язкового одержання дозволу на друкування праць були різко негативно зустрінуті у ВУАН, що всіляко намагалася їм протидіяти. Ситуацію ускладнювали особисті чвари між найвпливовішими академіками — А.Кримським і С.Єфремовим — з одного боку, та Михайлом Грушевським — із другого, що підігрівалися представниками влади, які прагнули за будь-яку ціну ослабити керівництво академії.
Оскільки план реорганізації академії статутним шляхом не вдався (фактично ВУАН у своєму внутрішньому житті керувалася статутом 1918), влада перейшла до директивного, відвертого втручання в її внутрішнє життя. 31 грудня 1927 політбюро ЦК КП(б)У ухвалило усунути С.Єфремова та А.Кримського від керівництва академією, обрати на пост президента Данила Заболотного, переглянути склад обраних академіків для вилучення «всіх явно ворожих елементів». Спільне зібрання ВУАН з 1 січня 1928 позбавлялося права виступати в ролі законної інстанції ВУАН, а основним керівним органом ставала Рада ВУАН у складі затверджених наркоматом освіти УСРР дійсних членів та представників наркомату освіти. Впродовж січня—лютого 1928 у ВУАН працювала ревізійна комісія, у висновках якої зазначалося, що академія «від самого початку залишалась притулком української буржуазно-націоналістичної інтелігенції та кадетсько-монархістських та проросійських кіл, що об'єднались під гаслом протидії радянській владі».
Для налагодження роботи наркомат освіти УСРР ухвалив переглянути всю мережу установ ВУАН, звертаючи особливу увагу на розвиток індустріально-технічних та сільськогосподарських наук, а також провести перевибори керівництва ВУАН й затвердити список дійсних членів
ВУАН, обраних із 1918 до 1927.
У ці роки вибори дійсних членів ВУАН відбувалися щорічно. 1921—27 академіками були обрані 44 особи, зокрема, Владислав Бузескул (історія античності), Євген Вотчал (ботаніка), Олексій Гіляров (філософія), Володимир Гнатюк (українська народна словесність), М.Грушевський (історія українського народу), Д.Заболотний (мікробіологія), Володимир Іконников (російська література), Олександр Карпінський (геологія), Овксентій Корчак-Чепурківський (санітарія, епідеміологія), Микола Крилов (математика), Андрій Лобода (етнографія), Микола Мельников-Разведенков (патологоанатомія), Лев Писаржевський (хімія), Степан Рудницький (географія), Костянтин Симінський (будівельна механіка), Кирило Студинський(літературознавство), Іван Шмальгаузен (еволюційна морфологія), Федір Шміт (історія українського мистецтва), Феофіл Яновський (медицина), Леонід Яснопольський (економіка). Першою жінкою — дійсним членом ВУАН стала 1921 року Марія Павлова (палеозоологія). 1924 року обрані перші іноземні члени ВУАН: норвежець Олаф Брок (лінгвістика), француз Антуан Мейє (мовознавство), чех Їржі Полівка (фольклор), 1926 — швед Карл Стьормер (прикладна математика і астрономія). 1925 вперше відбулися вибори 11-ти членів-кореспондентів, серед них — Олена Косач (Олена Пчілка; літературознавство), М.Крилов (ботаніка), Федір Максименко (історія права), Яків Новицький (етнографія), Семен Семковський (філософія), Микола Холодний (ботаніка).
9 березня 1928 наркомат освіти УСРР затвердив список дійсних членів та членів-кореспондентів ВУАН. Затвердження кандидатур іноземних членів і вчених, які працювали поза межами УСРР, зокрема в РСФРР (Володимира Грабаря, Володимира Кістяківського, М.Павлової, Петра Козлова, Сергія Солнцева), та тих, які виїхали за межі СРСР
(Олександра Ейхенвальда, Володимира Косинського, Федора Тарановського, Степана Тимошенка), було відкладено під різними формальними приводами. Затвердження Костянтина Харламповича та Федора Міщенка було визнано неможливим як неприйнятних із «політичного і ідеологічного боку» осіб та «за недостатньої їх кваліфікації».
3 травня 1928 відбулися вибори Президії та Ради ВУАН. Уперше вибори були прилюдними, разом із членами академії в голосуванні брали участь партійні та державні діячі В.Затонський, О.Камишан, Леонід Левитський, Юрій Мазуренко, Ю.Озерський, Микола Скрипник. Президентом ВУАН було обрано Д.Заболотного, віце-президентом К.Воблого, неодмінним секретарем — А.Кримського. Проте наркомат освіти УСРР не затвердив обрання А.Кримського, замість нього «тимчасово» на цю посаду було призначено О.Корчака-Чепурківського (працював до 1939). Через деякий час було призначено (а не обрано) до Президії
ВУАН О.Фоміна та К.Симінського.
У результаті замість Спільного зібрання, в якому брали участь лише дійсні члени ВУАН, її керівним органом стала президія у складі президента, віце-президента, неодмінного секретаря та двох членів, а також Рада ВУАН, в якій брали участь усі дійсні члени ВУАН і представники наркомату освіти УСРР з вирішальним голосом, та члени-кореспонденти, керівники академічних установ й представники молодших наук. співробітників — із дорадчим голосом. Збиралася рада раз на місяць. На її першому засіданні 5—6 липня 1928 було оголошено про включення ВУАН до виконання п'ятирічного плану країни. Позитивним підсумком упровадження планування у
ВУАН треба вважати обґрунтування великих комплексних державних програм, до розв'язання яких долучилась академія, зокрема проблеми Великого Дніпра, Великого Донбасу та інших, які потребували участі багатьох академічних установ.
Намагаючись підкорити ВУАН, держава водночас дбала про її розширення. Із 1923 поступово почав збільшуватися бюджет
ВУАН, розширюватися площа її приміщень, значні суми асигнувалися на устаткування академічних лабораторій. Із 1925 стала зростати зарплата науковців, яка, втім, як і бюджет, залишалася недостатньою.
У 1920-х роках структура ВУАН зазнавала постійних змін і ставала багаторівневою. Уже на кінець 1921 у складі 3-х відділів діяли комісії, інститути, кабінети, музеї, товариства; Спільному зібранню були підпорядковані Всенародна бібліотека, 3 комісії та 2 музеї, центральний архів давніх актів, картинна галерея. Кілька установ через обмежене фінансування були закриті (приміром, Комісія енциклопедичного словника), деякі переведено на кошторис науково-дослідних кафедр, що створювалися при вузах. Разом із тим 1921—23 були організовані Музей антропології та етнографії, комісії для дослідів над громадськими течіями в Україні, по вивченню центральної нервової системи, геофізична й археологічна, Інститут української наукової мови, до складу ВУАН введено Дніпровську біологічну станцію. На кінець 1923 в академії налічувалося вже 35 наукових установ, при ВУАН діяли 5 наукових товариств. Із 1924 кількість наукових інституцій різко зростала. 1924—28 було створено кабінет арабо-іранської філології, візантологічну, діалектологічну, культурно-історичну, соціологічну комісії, комісії історичної пісенності, порайонного дослідження України (старого Києва і  Правобережжя, Лівобережжя, Полудневої України, історії Запоріжжя, Західної України), заходо- та американознавства, новітньої історії України, старої історії України, для виучування фінансових і банкових справ, для виучування радянського права, Полтавську гравіметричну обсерваторію, Інститут фізичної хімії в Дніпропетровську, Академічне видавництво (із 1964 — видавництво «Наукова думка») та низку інших.
Провідним відділом академії від 1918 був історично-філологічний, що зумовлювалося ідеологічними, матеріальними та персональними причинами. Наукова робота велась у різних напрямах: українська філологія, етнографія і фольклор, археологія, історична географія, історія письменства, історія України, археографія, педагогіка, історія та культура неслов'янських народів. Було створено солідну джерельну базу для подальшого розвитку українознавства, розроблено українську орфографію й створено  низку загальних та спеціальних словників. Плідно й активно працювали установи, очолювані академіками   Д.Багалієм, С.Єфремовим, А.Кримським, А.Лободою, В.Перетцем та іншими вченими. Особливого розмаху набула діяльність історичних установ ВУАН під головуванням академіка М.Грушевського.
Незважаючи на нестачу обладнання, реактивів та виробничих площ діяльність установ фізично-математичного відділу також позначилася значними науковими здобутками. 1922 О.Динник уперше застосував методи теорії пружності для розв'язання задач міцності в гірничій промисловості, розроблено краплинний метод якісного хімічного аналізу (І.Тананаєв), Д.Заболотний створив учення про природні вогнища чуми. 1923 М.Поляков запропонував гетерогенно-гомогенний механізм каталізу, 1922—26 Г.Пфейффер побудував теорію інтегрування диференційних рівнянь із частинними похідними першого порядку з однією невідомою функцією, 1924 під керівництвом О.Фоміна вперше створено карту ботаніко-географічного районування України, Володимир Філатов розробив метод трансплантації рогівки ока, 1925 винайдений профілактичний препарат проти дифтерії у вигляді суміші токсину з антитоксином (С.Коршун), 1926 Сергій Бернштейн запропонував першу аксіоматичну теорію ймовірностей, Б.Горбунов розробив методи розрахунку металевих конструкцій мостів, 1927 побудовано аеродинамічну трубу (Георгій Проскура), 1928 видано перший комплексний географічний атлас України.
Установи соціально-економічного відділу зосереджувалися на дослідженні економічних та юридичних проблем. Найстабільніше працював Демографічний інститут під керівництвом академіка М.Птухи, співробітниками якого вперше в науці за допомогою наукових методів конструювання сумарних таблиць смертності було встановлено особливості сільської і міської смертності в Україні. В територіальному, історичному та в аспекті співвідношення між нормами звичаєвого права і закону досліджувалося звичаєве право (Арнольд Кристер, О.Малиновський). Велика робота велась у напрямі публікації юридичних пам'яток литовсько-руського та українського права (Іван Каманін, М.Василенко), опрацювання проблем радянського права. Почалася систематична розробка проблем марксистської соціології, дослідження соціологічних доктрин, нових соціологічних течій (С.Семковський).
У 1920-х роках розпочато видання численних академічних періодичних та серійних видань, зокрема «Записок соціально-економічного відділу ВУАН», збірників Історично-філологічного відділу ВУАН, «Трудів фізично-математичного відділу», «Зоологічного журналу України», «Наукового збірника Історичної секції», «Праць Комісії для виучування західноруського та вкраїнського права», «Українського ботанічного журналу», «Українського хімічного журналу», «Українського біохімічного журналу», «Українського археографічного збірника», «Етнографічного вісника», «Історично-географічного збірника», журналів «Музика», «Народна творчість та етнографія», «Радянське право», «Первісне громадянство та його пережитки на Україні», «Журналу бібліотекознавства та бібліографії», «За сто літ» й інших. 1924 відновлено видання часопису «Україна». 1928 розпочато видання загальноакадемічного журналу «Вісті Всеукраїнської академії наук» (із 1937 — «Вісник Академії наук УРСР», із 1994 — «Вісник Національної академії наук України»).
При ВУАН діяли наукові товариства у Харкові, Одесі, Полтаві, Дніпропетровську, Кам'янці-Подільському, Чернігові, Лубнах, Ніжині, Миколаєві, Шепетівці; поза Україною — в Ленінграді. В Одесі діяла Комісія краєзнавства при ВУАН, а у Вінниці — Кабінет Виучування Поділля ВУАН.
В 1928 році президентом ВУАН був обраний видатний бактеріолог і епідеміолог академік
Д. К. Заболотний. У цьому ж році складено перший п'ятирічний план наук. роботи ВУАН, пов'язаний з п'ятирічним планом розвитку народ. господарства республіки[джерело?]. На 1928 р. ВУАН мала 63 дійсних членів, 16 членів-кореспондентів, 111 штатних і 212 позаштатних науковців.

### Структура ВУАН у 1920-х роках
Персонал ВУАН зріс у 1924 р. до 160 осіб.
| Динаміка публікацій ВУАН: | Динаміка публікацій ВУАН: |
| ------------------------- | ------------------------- |
| 1923                      | 32                        |
| 1925                      | 52                        |
| 1926                      | 75                        |
| 1928                      | 90                        |
| 1929                      | 136                       |
| 1930                      | 116                       |

У 1920 роках у ВУАН існували три відділи — історико-філологічний, фізико-математичний і соціально-економічний.
У першому з них плідно працювали Інститут української наукової мови, Етнографічна та Археографічна комісії. З 1921 організовано Археологічний інститут.
У фізико-математичному працювала найбільша кількість академічних кафедр — 30. На світовому рівні проводилися дослідження на кафедрах прикладної математики (Георгій Пфейффер), математичної фізики (М.Крилов), експериментальної зоології (Іван Шмальгаузен) та інші. Також працювали кафедри біології сільськогосподарських рослин, фізичної фізіології і хімічної фізіології рослин[джерело?].
У соціально-економічному відділі особливо плідно працювала перша у світі науково-дослідна установа з проблем демографії — Демографічний інститут під керівництвом Михайла Птухи. У 1920 почали виходити «Записки відділів Академії».
ВУАН поділялася на 3 відділи, кожен з яких мав у своєму складі кафедри, інститути або комісії. Ці наукові центри створювалися навколо одного з академіків ВУАН і сприяли зосередженню зусиль науковців довкола певного наукового напрямку чи проблеми. Такі центри були автономними та самостійно визначали напрям власних досліджень. Сама Академія не мала жорсткої ієрархічної структури. Окремо існувала науково-дослідна кафедра марксизму-ленінізму при ВУАН[джерело?].

#### Історико-Філологічний Відділ (І)
На 1927–1928 роки Перший відділ мав такі кафедри:
- історико-філологічна — керівник Агатангел Кримський,
- історії української мови — керівник Євген Тимченко,
- української усної словесності — керівник А.Лобода,
- історії новітнього українського письменства Сергій Єфремов,
- давнього українського письменства — керівник Володимир Перетц,
- давньої історії українського народу — керівник Дмитро Багалій,
- новітньої історії українського народу — керівник Михайло Грушевський,
- історії географії (О.Грушевський),
- візантології (Ф.Мищенко),
- історії укр. мистецтва (О.Новицький).

Крім того, 1928 року І Відділ мав 39 комісій, інститутів, комітетів і музеїв. При І Відділі були такі наук. товариства: Історичне Товариство Нестора Літописця, Історико-Літературне Товариство, Товариство дослідів української історії, письменства і мови в Ленінграді та інші.
Серед серійних видань І Відділу були: «Записки Історико-Філологічного Відділу» (І-XXVII; 1919–1930); наук. журнал «Україна» за ред. М.Грушевського (1924–1930); «Науковий Збірник» Історичної Секції як продовження «Записок» Українського Наукового Товариства в Києві, за ред. М.Грушевського (XIX—XXXII; 1924–1929); науковий щорічник «Первісне громадянство», кн. І-IV (1926–1930) за ред. К.Грушевської; «Етнографічний Вісник» за ред. А.Лободи і В.Петрова (1-8; 1925–1929), збірник «За сто літ» за ред. М.Грушевського (І-VI; 1927–1930). Загалом у 1923–1931 рр. з'явилися 111 нумерованих збірників.

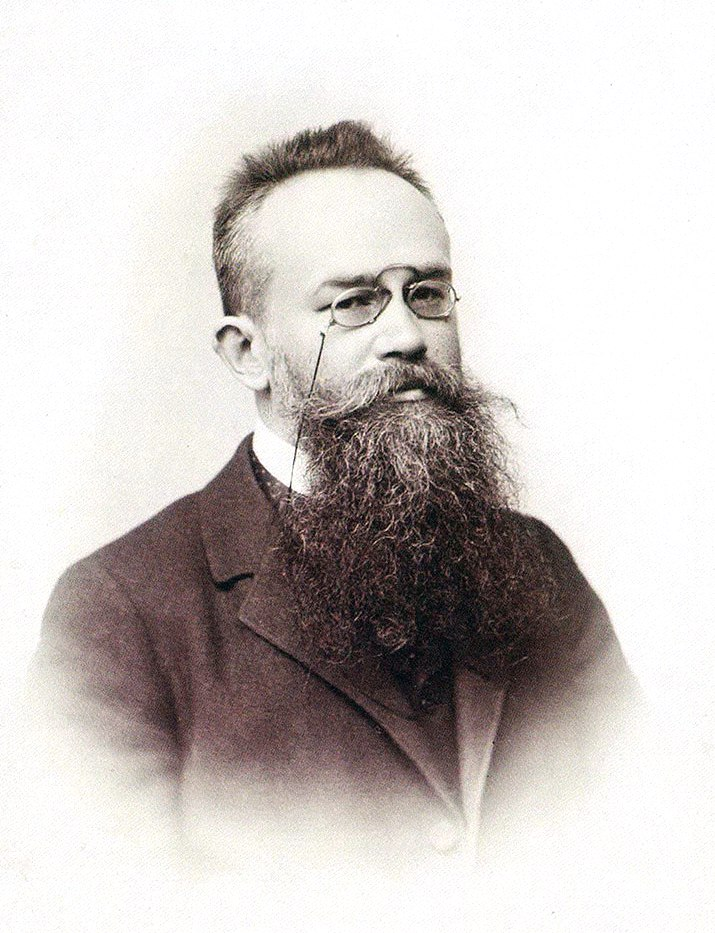
Михайло Грушевський очолював історичні установи ВУАН в 1924—1931 рр.

Заходами І Відділу видано низку капітальних історичних праць, зокрема: «Нарис історії України на соц.-екон. ґрунті» (І; 1928), «Нарис укр. історіографії» (І-II; 1923–1928), «Укр. мандрований філософ Г.Сковорода» (1926) та ін. Д.Багалія; «З примітивної культури» (1924) й «Укр. народні думи» (1927) К.Грушевської; М.Грушевський продовжував публікувати дальші томи «Історії України-Руси» й «Історії укр. літератури»; С.Єфремов видав низку монографій, присвячених укр. літературі XIX ст., А.Кримський опублікував серію сходознавчих праць, серед них: «Історія Персії та її письменства» (1934), «Історія Туреччини» (І-II; 1924–1927), та ін., часто у співпраці з ін. авторами; ювілейні збірники, особливо на пошану Д.Багалія (1927) і М.Грушевського (1928–1929). Історико-Філологічний Відділ перевидав «Словник української мови» Б.Грінченка (1927–1928, до літери Н), почав видавати «Рос.-укр. словник» за гол. ред. А.Кримського (1927–1928, доведений до літери П включно), видав 22 термінологічні словники.

#### Фізико-математичний відділ (II)
Другий відділ включав технічні і медичні кафедри, Інститут технічної механіки, Комісію по вивченню природних багатств України[джерело?]. Зокрема до його складу входили кафедри:
- геології (Павло Тутковський),
- прикладної математики (Дмитро Ґраве),
- прикладної фізики (Борис Срезневський),
- математичної фізики (Микола Крилов),
- чистої математики (Георгій Пфейффер),
- біології с.-г. рослин (Євген Вотчал), ботаніки (Володимир Липський),
- експериментальної зоології (Іван Шмальгаузен),
- хімії (Володимир Плотников), хімічної технології (Володимир Шапошников),
- народного здоров'я (Овксентій Корчак-Чепурківський),
- клінічної медицини (Феофіл Яновський).

До II Відділу належало 19 наукових інституцій, зокрема Геологічне Товариство, Ботанічне Товариство, Інститут Технічної Механіки, Акліматизаційний сад, Мікробіологічний інститут та інші. II Відділ видавав: «Записки Фізико-Математичного Відділу» (томи І-IV; 1928–1929), «Зоологічний Журнал», «Український Ботанічний Журнал», «Геологічні Вісті».

#### Соціально-економічний відділ (III)
Третій відділ мав кафедри:
- історії західно-руського й українського права (Микола Василенко),
- статистики (Михайло Птуха),
- економіки торгівлі й промисловості (Костянтин Воблий),
- історії філософії права (Олексій Гіляров),
- звичаєвого права України (Оникій Малиновський),
- фінансової науки (Леонід Яснопольський),
- міжнародного права (Володимир Грабар),
- цивільного права (Станіслав Дністрянський),
- історії народного господарства (Володимир Левитський),
- політичної економії (Сергій Солнцев).

Серед установ III Відділу були: Демографічний Інститут (Михайло Птуха), Товариство Економістів (Костянтин Воблий), Товариство Правників (Оникій Малиновський) та ряд комісій: Комісія для виучування історії західно-руського і українського права (Микола Василенко), яка досліджувала «Руську Правду», Литовсько-Руський Статут, право й державний лад Гетьманщини та Запорожжя, Малоросійську Колеґію тощо і видавала «Праці Комісії»; Комісія українського народного господарства під керівництвом академіка Воблого; Комісія вивчення звичаєвого права; Комісія соціально-економічної історії України. У 1923–1927 роках публікувалися «Записки Соціально-Економічного Відділу» (томи І-VI).

### Організаційна перебудова Академії та становлення фундаментальних наук (1929—1939)
Майже до кінця 1920 років ВУАН зберігала певну автономію. Проте з 1929 через зміну процедури виборів і посилення репресій влада повністю взяла під контроль діяльність ВУАН. Це було пряме й доволі брутальне втручання в організаційну та наукову роботу Академії; почалося її опанування й перетворення на радянську установу з обов'язковою ідеологією в дусі марксизму-ленінізму.
На місце пленуму дійсних членів зверхнім органом її стала Рада, до якої ввійшли представники Народного Комісаріату Освіти, а виконавчим органом — Президія (президент, два віце-президенти, неодмінний секретар і 5 академіків). Вибори проводилися 29 червня 1929 на розширеному засіданні Ради ВУАН за участю представників наркомату освіти УСРР й наукових співробітників. Кількість вакансій було істотно розширено (до 34), щоб поряд з ученими, які мали об'єктивні підстави для обрання, проштовхнути партвисуванців. Єдиний раз за всю історію академії вибори відбувалися відкритим голосуванням, результати вирішувалися більшістю голосів, а не двома третинами від загальної кількості. Було обрано 33 академіки, які були затверджені наркоматом освіти УСРР, більшість із них — по
2-му відділу (Ооександр Богомолець (біолого-медичні науки), Микола Вавилов (сільськогосподарські науки), Олександр Гольдман (фізико-математичні науки), Михайло Кравчук(фізико-математичні науки), Євген Оппоков (геологія, гідрологія, географія), Євген Патон (технічні науки), Микола Холодний (сільськогосподарські науки) та ін.). По 1-му відділу були обрані Михайло Возняк, Філарет Колесса, Павло Тичина, Янка Купала (І.Луцевич), Василь Щурат (усі — мова й література), Всеволод Ігнатовський, Михайло Слабченко, Дмитро Яворницький.. В умовах газетної і профспілкової істерії, яка піднялася навколо виборчої кампанії, силоміць накинено як дійсних членів трьох народних комісарів: Миколу Скрипника, Володимира Затонського й Олександра Шліхтера (останній став головою III Відділу), а також низку партійних кандидатів (Семена Семковського, Матвія Яворського, Володимира Юринця), голову Держплану СРСР Гліба Кржижановського. Це стало початком «партизації» ВУАН, в якій нові академіки-комуністи мали посісти керівні посади. У квітні 1930 у ВУАН був створений партосередок.
На перевиборах президії були підтверджені повноваження обраного у травні 1928 на вимогу влади президента Данила Заболотного. У 1928 усунено від обов'язків незмінного секретаря ВУАН Агатангела Кримського й призначено Овксентія Корчака-Чепурківського.
Влітку 1929 заарештовані два члени Академії (Сергій Єфремов і Михайло Слабченко) і 24 співробітники ВУАН, яких було звинувачено у приналежності до неіснуючої контрреволюційної організації «Спілка визволення України» і згодом засуджено до тривалих термінів ув'язнення.
У листопаді 1929 на сесії
ВУАН відбулися позачергові перевибори президії. 1-й відділ очолив Д.Багалій, секретарем став М.Яворський. На чолі 2-го відділу став П.Тутковський, секретарем — М.Кравчук. Головою 3-го відділу обрано О.Шліхтера, секретарем — В.Юринця, тобто із цього часу ВУАН керували комуністи та особи, що дотримувалися пропартійної або нейтральної позиції. Усіх наукових співробітників почали обирати до ВУАН за конкурсом. Також були ухвалені рішення про необхідність розробки нового статуту ВУАН як вищої науково-дослідної установи в системі наркомату освіти УСРР та про ліквідацію товариств у складі ВУАН.
Взятий державою курс на форсовану індустріалізацію вимагав посиленого розвитку технічних наук. У липні 1930 на сесії Ради ВУАН було ухвалено постанову про об'єднання дрібних кафедр і комісій у цикли, що входили до двох (а не трьох) відділів: перейменованого з фізично-математичного природничо-технічного відділу (цикли: математичний; індустріально-технічний; фізично-хімічний; географічно-геологічний; біоботанічний; біозоологічний; медичний) та соціально-економічного, створеного на основі об'єднання історично-філологічного та соціально-економічного відділів (цикли: економічний; філософсько-соціологічний; історичний; літератури, мови і мистецтва). До 1-го відділу ввійшли Інститут будівельної механіки, 45 кафедр, 13 комісій, 23 кабінети, до 2-го — Інститути мовознавства, демографії, реконструкції сільського господарства, 23 кафедри, 39 комісій, 12 кабінетів. При Президії ВУАН працювали 4 комісії. У зв'язку з реорганізацією у складі  природничо-технічного відділу були створені нові кафедри — транспортної механіки, гірничої механіки, інженерних споруд, технічної аеро- та гідродинаміки, теорії пружності; натомість установи колишнього
1-го (а тепер — 2-го) відділу були значно скорочені. Найбільше постраждали інституції, що перебували під керівництвом М.Грушевського, А.Кримського та С.Єфремова: були ліквідовані кілька історичних, мовознавчих і літературознавчих комісій, інші перепідпорядковані.
В 1930 році, у зв'язку із смертю Д.Заболотного, президентом ВУАН обрано патофізіолога Олександра Богомольця.
Новообраний президент здійснив докорінну структурну реорганізацію. У липні 1930 р. ліквідовано Історико-Філологічний Відділ, а його установи включено до III Відділу, який з того часу дістав назву II Соціально-економічного відділу (а першим став Природничо-технічний відділ). У 1931 ВУАН налічувала 164 науково-дослідні установи, в яких працювало лише 242 наукових співробітники, з них 79 академіків. Чимало кафедр мало 1-2 штатних працівників, практично не існувало лабораторно-експериментальної бази досліджень, бракувало коштів для експедиційних і натурних робіт. Після січневої сесії ВУАН у 1934 основною структурною одиницею став науково-дослідний інститут, що сприяло концентрації наукових сил.
З 1930 р. виразно почався спад ВУАН у зв'язку з процесом Спілки Визволення України (СВУ)[джерело?].
В процесі СВУ 1930 року засуджено на 10 років ув'язнення Сергія Єфремова; разом із ним засуджено членів ВУАН (Йосип Гермайзе, Андрій Ніковський, Всеволод Ганцов, Григорій Голоскевич, Михайло Слабченко), а кількадесят наукових співробітників заслано без суду.
На початку 1930-х років припинили своє існування всі серійні видання ВУАН у галузі гуманітарних наук, а видані раніше були здебільшого засуджені й вилучені з ужитку як «націоналістичні». Чимало важливих праць Академії, призначених до друку (або навіть уже надрукованих), знищено у першій половині 1930-х років. Більшість установ ВУАН, очолюваних Михайлом Грушевським, на початку 1930-х років було ліквідовано, а його самого депортовано до Москви. У 1930—1931 роках проведено «чистки» співробітників ВУАН, а також примусові збори з так званою «критикою й самокритикою» членів Академії.
1931 року було ліквідовано Медичну секцію ВУАН, а багатьох її членів надалі репресовано.
У листопаді 1931 для полегшення керування роботою ВУАН склад президії було збільшено до 7-ми осіб. Крім президента О.Богомольця, до неї увійшли віце-президенти О.Шліхтер та К.Симінський, члени — Д.Багалій, О.Гольдман, Олександр Палладін й неодмінний секретар О.Корчак-Чепурківський. Наприкінці 1931 складено перший тематичний план наук. діяльності установ ВУАН на 1932 рік.
Організаційна перебудова ВУАН відбувалася на тлі низки сфальсифікованих політичних процесів, найгучнішими серед них були процеси «Спілки визволення України» та справа «Українського національного центру». Зокрема, із 45-ти осіб, притягнутих до кримінальної відповідальності за, начебто, контрреволюційну діяльність у справі «СВУ», було 24 співробітники ВУАН, зокрема академіки С.Єфремов і М.Слабченко. Усі вони були засуджені до різних термінів ув'язнення (від 2-х до 10-ти років) та заслання. У керівництві так званою терористичною організацією «УНЦ» у березні 1931 були звинувачені академіки М.Грушевський, який після кількаденного арешту був відправлений у «почесне заслання» до Москви, та його антагоніст у науці академік М.Яворський, засуджений до 6-ти років позбавлення волі.
1930 у ВУАН почалися широкомасштабні «чистки», під час яких співробітники мали публічно каятись у своїх «гріхах», та «диспути», що мали не науковий, а погромницький характер. Чимало науковців не тільки втратили роботу в академії, а й були заарештовані та закінчили своє життя у таборах. Посилена боротьба з «українським буржуазним націоналізмом» призвела до ліквідації на поч. 1930-х років практично всіх українознавчих установ академії, періодичні й серійні видання гуманітарного профілю припинили існування.
Свого максимуму досягли репресії проти ВУАН за керівництва в УРСР Павла Постишева (1933—1934). 1933 року був ув'язнений ґрунтознавець Олексій Соколовський, а Микола Скрипник наклав на себе руки; 1934 року заслали до Саратова Володимира Перетца, де він і помер; на засланні померли за невідомих обставин Федір Шміт, Степан Рудницький, кілька років перебував на засланні Михайло Птуха. Тоді ж позбавлено звання академіків усіх чотирьох учених із Галичини, обраних дійсними членами ВУАН 1929 року: Михайла Возняка, Філарета Колессу, Кирила Студинського, Василя Щурата (їх відновлено в званні академіків після захоплення Галичини 1939 року).
Репресії тривали аж до початку Другої світової війни. 1936 року був ув'язнений Володимир Затонський, вислані на заслання математик Михайло Кравчук, гідролог Євген Оппоков, геолог Микола Світальський. За невідомих обставин загинули під час примусової евакуації 1941 року Агатангел Кримський і Кирило Студинський. За підрахунками Наталії Полонської-Василенко, у 1930-х роках репресовано понад 250 наукових співробітників ВУАН (у тому числі 22 академіки). Найбільше число репресованих було серед вчених гуманітарних дисциплін: 49 істориків, 15 археологів, 12 мистецтвознавців, 18 етнографів, 5 сходознавців, 53 літературознавців і філологів, 5 педагогів, 29 правників, 29 економістів; серед інших фахівців: 9 математиків, фізиків і хіміків, 14 зоологів і ботаніків, 19 геологів, 10 медиків, 7 інших.

## ВУАН і АН УРСР 1934—1941
1934 року внаслідок реорганізації відділи були фактично ліквідовані, і ВУАН стала асоціацією галузевих інститутів (36 структурних одиниць); її підпорядкували Раді Народних Комісарів УСРР. Відтоді на перше місце в діяльності ВУАН висунулися математика, техніка й природознавчі науки. Був значно поповнений склад академії новообраними дійсними членами і член-кореспондентами. У лютому 1936 ВУАН перейменували в АН УСРР. РНК УСРР затвердила новий статут АН УСРР, за яким вищим органом академії стали Загальні збори, основними осередками науково-дослідної роботи — її наукові інститути[джерело?]. Після перейменування Академія стала не національною, а територіальною науковою установою. Її знову поділено на три відділи: Суспільних Наук, Математично-Природничий і Технічний. Того ж року ліквідовано Всеукр. Асоціацію Марксо-Ленінських Інститутів, а її інститути передано до АН. Тоді ж із наркомосвіти передали у підпорядкування президії ВУАН інститути фізики, ботаніки, мікробіології та епідеміології, біохімії, геології, водного господарства, а також створено нові інститути: електрозварювання, гірничої механіки, хімічної технології, клінічної фізіології; раду з вивчення продуктивних сил УСРР, геофізичну обсерваторію. У 1935 ВУАН передано Дніпропетровський інститут фізичної хімії.
1938 року Другий відділ поділено на Фізико-Матем. і Біол.
На 1939 р. АН УРСР мала такі відділи: Фізико-Хім. і Матем. Наук., Біол. Наук, Суспільних Наук (останній з інститутами економіки, історії України, археології, укр. літератури, мовознавства, укр. фолкльору).
Захопивши Волинь і Галичину в 1939 році, радянська влада ліквідувала Наукове Товариство ім. Шевченка і передала його майно АН УРСР.
До її складу увійшли інститути історії України, економіки, української літератури і українського фольклору. У 1920-30-х роках в АН УСРР/УРСР розвивалися всесвітньовідомі наукові школи Д.Граве (алгебра), М.Крилова (математична фізика), Л.Писаржевського (хімія), О.Динника (механіка і теорія пружності), О.Богомольця (експериментальна патологія), Є.Патона (електрозварювання), М.Федорова (гірнича механіка), М.Холодного і О.Фоміна (ботаніка), І.Шмальгаузена (зоологія) та ін. У 1938 до АН УРСР увійшов Харківський фізико-технічний інститут, який займав провідні позиції в розробці ряду напрямів ядерної фізики. Вперше в СРСР тут провели ядерну реакцію шляхом розщеплення ядра літію. В Інституті фізичної хімії 1934 одержано важку воду (О.Бродський).
На поч. 1941 у складі АН УРСР існувало 26 інститутів. У них працювало 3092 співробітники, серед яких 60 академіків, 66 членів-кореспондентів, 164 доктори і 325 кандидатів наук. Інститути розміщувалися в Києві, Харкові, Дніпропетровську та Львові.

## Війна та окупація
| Кількість наукових співробітників Академії | Кількість наукових співробітників Академії |
| ------------------------------------------ | ------------------------------------------ |
| Рік                                        | Кількість (чол.)                           |
| 1922                                       | 149                                        |
| 1923                                       | 118                                        |
| 1924                                       | 160                                        |
| 1928                                       | 190                                        |
| 1931                                       | 242                                        |
| 1941                                       | 3092                                       |
| 1959                                       | 11790                                      |
| 1977                                       | близько 12500                              |
| 1986                                       | 15340                                      |
| 2000                                       | близько 12800                              |
| 2005                                       | 16424                                      |
| 2007                                       | 19024                                      |

Під час Німецько-радянської війни інститути були евакуйовані в 1941 році. Більшість інститутів та Президія АН УРСР переїхали до Уфи, Інститут електрозварювання — до Нижнього Тагіла, інші установи — до Свердловська, Челябінська, Златоуста та інших міст СРСР. Зусилля академії були прямовані на подання допомоги фронту і тилу[джерело?]. Першочергове місце посіли наукові розробки в галузі оборонної промисловості, поліпшення методики лікування поранених тощо. Під керівництвом Є. О. Патона були розроблені і впроваджені в практику високоефективні методи зварювання металів під шаром флюсу. Під час війни широко впроваджувалась в лік. практику антиретикулярна цитотоксична сироватка акад. О. О. Богомольця. Академік О. В. Палладін і його учні запропонували високоефективний кровоспинний препарат вікасол. За роботу в роки Німецько-радянської війни і цінні наукові досягнення багато вчених АН УРСР були удостоєні високих урядових нагород. Почесне звання Героя Соціалістичної Праці присвоєно президентові АН УРСР акад. О. О. Богомольцю і акад. АН УРСР Є. О. Патону. З осені 1943 року перебувала у Москві. Кількість наукових співробітників скоротилася утричі, але ядро кваліфікованих спеціалістів було збережене[джерело?].
Під час німецької окупації у Києві у 1941 р. зусиллями ректора Київського університету та члена Київської міської управи К. Т. Штеппи було створено паралельну Українську академію наук, яку очолив В. О. Плотніков. Втім, вже у 1942 діяльність академії було практично паралізовано внаслідок того, що німці розподілили всіх вчених на 4 категорії — від «найважливіших» до «неповноцінних» та «шкідливих»[джерело?].
Німецькі окупанти заподіяли величезних збитків установам АН УРСР. Було знищено або вивезено цінностей АН УРСР на суму 150 млн крб., в тому числі бл. 1 млн книг і цілий ряд унікальних музейних експонатів[джерело?]; вивезено рідкісні слов'янські Євангелія 14 ст.[джерело?], унікальні колекції комах та ін. тварин[джерело?], гербарії[джерело?], лабораторне устаткування[джерело?] тощо. Уряд УРСР, ЦК КП України подали АН УРСР велику матеріальну допомогу і створили всі необхідні умови для якнайшвидшого відбудування зруйнованих приміщень і придбання найновішого обладнання[джерело?].
В березні 1944 почалась реевакуація АН УРСР інститутів до Києва. 1945 в системі АН УРСР було створено ряд нових лабораторій: швидкісних машин і механізмів (згодом реорганізовано в лабораторію гідравлічних машин), машинознавства і проблем с.-г. механіки, металофізики. Розпочала роботу Комісія з історії Великої Вітчизняної війни в Україні[джерело?].

## Другий радянський період
3 1944 почала відновлюватися робота академічних інститутів безпосередньо в Україні.
Після смерті академіка Олександра Богомольця в 1946 президентом АН УРСР було обрано видатного вченого-біохіміка академіка О. В. Палладіна.
В післявоєнні роки АН УРСР поповнилась рядом нових інститутів: філософії (1947), використання газу (1950), металокераміки і спецсплавів (1955), радіофізики та електроніки (1956), металофізики (1955), обчислювальним центром (1957), інститутом полімерів і мономерів (1958) та інших. Ряд інститутів було реорганізовано. На кінець 1958 в АН УРСР налічувалося 60 наукових установ, розміщених у Києві, Харкові, Львові, Сімферополі, Сталіному, Дніпропетровську, Полтаві та в інших містах України[джерело?].
Наприкінці 1945 в системі АН УРСР було створено самостійний відділ сільськогосподарських наук, на базі установ якого організовано Українську академію сільськогосподарських наук[джерело?].
У післявоєнні роки АН УРСР швидко розбудовувалася. До 1960 були створені 20 нових інститутів (всього існувало 44).
У 1954 засновано Кримський філіал АН УРСР. У 1956 році створено Донецький науковий центр АН УРСР, а згодом і інші центри: Західний, Харківський, Південний та Дніпропетровський. Найбільших успіхів у післявоєнний період досягнуто в галузі фізико-математичних і хімічних наук. У 1951 під керівництвом С. Лебедєва побудовано першу в континентальній Європі електронно-обчислювальну машину. У 1956 році створено лабораторію моделювання та обчислювальної техніки (очолив В. Глушков), яка через рік перетворилася на Обчислювальний центр АН УРСР. В Інституті фізики, очолюваному О. Лейпунським, розроблялися перспективні наукові напрями, на основі яких виникли Інститути металофізики, напівпровідників, теоретичної фізики, ядерних досліджень. Великий внесок у створення ракетно-ядерної техніки зробили Харківський фізико-технічний інститут, а також створений на базі частини його відділів Інститут низьких температур та Інститут механіки. На світовий рівень вийшли розробки електрозварювальників (Б. Патон), ливарників (А. Горшков), металофізиків (Г. Курдюмов). Розвиток біологічних наук було істотно загальмовано некомпетентним втручанням влади, зокрема, її боротьбою проти генетиків. Не менш руйнівний вплив компартійні структури здійснювали на інститути гуманітарного профілю.
В 1959 в установах академії працювало 11 790 співробітників, у тому числі 2226 наукових працівників, серед них 87 академіків, 121 член-кореспондент. В складі АН УРСР було п'ять відділів:
- Відділ суспільних наук, до складу якого входили інститути: філософії, економіки, історії, археології (з відділом у Сімферополі), мовознавства ім. О. О. Потебні, літератури ім. Т. Г. Шевченка, мистецтвознавства, фольклору та етнографії, суспільних наук (у Львові), сектор держави та права, а також Державний музей Т. Г. Шевченка, літературно-меморіальний будинок-музей Т. Г. Шевченка (с. Шевченкове Черкаської області), музей-заповідник «Могила Т. Г. Шевченка» (Канів), Український державний музей етнографії та художнього промислу (Львів), Державна публічна бібліотека, Львівська бібліотека.

- Відділ фізико-математичних наук, до складу якого входили інститути: математики, фізики, радіофізики й електроніки, фізико-технічний (у Харкові), металофізики, Головна астрономічна обсерваторія НАН України, обчислювальний центр, Полтавська гравіметрична обсерваторія.

- Відділ хімічних та геологічних наук з інститутами: загальної та неорганічної хімії (з відділом в Одесі), органічної хімії, фізичної хімії ім. Л. В. Писаржевського, полімерів і мономерів, геологічних наук, геології корисних копалин (у Львові), мінеральних ресурсів (у Сімферополі), а також сейсмічний сектор (у Львові) і комітет по метеоритах.

- Відділ біологічних наук, до складу якого входили інститути: Інститут ботаніки імені М. Г. Холодного НАН України, зоології, гідробіології з Одеською біологічною станцією; біохімії, фізіології ім. О. О. Богомольця, мікробіології, ботанічний сад, Державний природознавчий музей (у Львові), Карадагська біологічна станція. Відділ мав експериментальні бази: «Феофанія», «Теремки», Старосільська біологічна станція; дендропарки: «Олександрія», «Софіївка», «Тростянець», «Устинівка» і заповідники: «Чорноморський», «Стрілецький степ», «Хомутовський степ», «Михайлівська цілина», «Кам'яні могили». При відділі працювали Українське товариство фізіологів, біохіміків і фармакологів, Українське ботанічне товариство, Українське республіканське наукове товариство паразитологів, Українське ентомологічне товариство, Українське товариство охорони природи та сприяння розвитку природних багатств (УкрТОП), а також Комісія по охороні природи.

- Відділ технічних наук з інститутами: гідрології і гідротехніки, будівельної механіки, електрозварювання, машинознавства і автоматики (у Львові), гірничої справи ім. М. М. Федорова (у Сталіно) з відділами у Харкові, Києві та Дніпропетровську; чорної металургії (у Дніпропетровську), електротехніки, теплоенергетики, використання газу в комунальному господарстві і промисловості, ливарного виробництва, металокераміки і спеціальних сплавів. До складу відділу входили лабораторія гідравлічних машин (у Харкові) і відділ історії техніки.

З лютого 1962 року АН УРСР очолив фахівець з електрозварювання Борис Патон. У 1963 році АН УРСР реорганізовано за зразком АН СРСР, тобто поділено на три великі секції: фізико-технічних і математичних наук, хіміко-технологічних і біологічних наук, суспільних наук. Постановою ЦК КПРС і Ради міністрів СРСР від 11 квітня 1963 року АН УРСР (як і всі інші академії національних республік) була підпорядкована АН СРСР, тобто стала філією російської академії під назвою всесоюзної[джерело?]. У ці десятиліття найбільш прискореними темпами розвивалися технічні інститути. З 1970 років в АН УРСР почали створюватися науково-технічні комплекси, які складалися з інститутів, конструкторських бюро, дослідних виробництв і заводів. У 1962 Обчислювальний центр було перетворено на Інститут кібернетики. Незабаром він завоював провідне становище в СРСР в галузі створення автоматизованих систем управління виробництвом. У Фізико-технічному інституті споруджено найбільший в Європі лінійний прискорювач електронів. У матеріалознавчих інститутах успішно розроблялися технологічні процеси, які давали можливість по-новому спрямувати розвиток цілих галузей економіки. Вагомі наукові результати одержано в інститутах хімії та хімічної технології, біохімії, фізіології і теоретичної медицини, загальної біології.
У 1970-х роках більшість наукових праць АН УРСР друкувалася російською мовою, а з 36 галузевих журналів лише 16 виходили українською, а решта російською (13) або були двомовними (5), і процес русифікації невпинно тривав далі. Тогочасні радянські історики фальшували минуле УАН, не згадували про «диспути», «чистки», ув'язнення і ліквідацію багатьох її членів і співпрацівників та про щораз більшу русифікацію всіх установ УАН. У списках членів АН не згадували визначних учених і заслужених її діячів: С. Єфремова, М. Василенка, С. Рудницького, С. Смаль-Стоцького, Ф. Мищенка, К. Харламповича, М. Слабченка та інших.
На 1977 рік АН УРСР мала 121 дійсного члена і 175 членів-кореспондентів. Три її секції охоплювали 11 відділів і 82 наукові установи, у тому числі 58 науково-дослідних інститутів. Разом у системі АН УССР працювало 12 500 співпрацівників. Центральна наукова бібліотека АН УССР на 1979 нараховувала понад 10 млн друкованих одиниць, з цього числа багато в «спецфондах» (ідейно «шкідливих», переважно «націоналістичних»), приступних лише за спеціальним дозволом.

## Доба Незалежності
Після досягнення незалежності НАН України постала перед значними фінансовими труднощами. Неможливість купувати обладнання і реактиви, низька оплата роботи науковця, відсутність держзамовлення для практично-орієнтованих досліджень спонукала тисячі співробітників НАН залишити Україну чи науку[джерело?]. З іншого боку, перед вченими, особливо в галузі гуманітарних наук, розкрилися великі перспективи творчої праці. Юристи, історики, соціологи, економісти взяли активну участь у процесах державотворення. Якісно поліпшилися умови спілкування вчених із колегами за кордоном.
У березні 2020 року стало відомо, що Борис Патон не подав свою кандидатуру на вибори Президента Національної академії наук України, які мають відбутися 16 квітня, і залишає цю посаду. На звільнену посаду Президента претендують: Владислав Гончарук, Сергій Комісаренко, Володимир Семиноженко, Анатолій Загородній та Богдан Данилишин..
Академія станом на 2018 рік налічувала 168 наукових інститутів та установ, де працювало понад 43 тисяч співробітників, з них понад 10 тисяч докторів і кандидатів наук. У складі Академії 478 академіків і членів-кореспондентів.

## Штати
- 1921: 606 науковців[10]
- 1922: 149 науковців[10]
- 1923: від 117 до 82 науковців[10]; 37 академіків, 111 штатних, 275 позаштатних працівників[11]
- 1929: 321 науковець[10]
- кінець 1931: 338 осіб, з них 242 науковців, з них 79 академіків[12]
- 1935: 1125 працівників, з них 433 науковці, 51 академік, 308 науково-допоміжного персоналу, 333 службовців[13]
- 1938: 1832 працівники — 668 науковців, 549 науково-допоміжного персоналу, 615 адміністративно-господарських працівників[14]
- 1939: 835 науковців, 31 академік, 8 членів-кореспондентів[10]
- 1941: 1191 науковець[10]
- 1945: 1960 працівників — 641 науковець, 54 академіки, 61 член-кореспондент[15]
- 1946: 956 науковців, з них — 70 академіків, 79 членів-кореспондентів[10]
- 1950: 1412 науковців, з них — 81 академіків, 88 членів-кореспондентів[10]
- 1951: 1445 науковців, з них 189 докторів наук[10]
- 1958: 1960 науковців, з них 223 докторів, 1079 кандидатів наук[16]
- 1959: 10122 працівники, з них 2681 науковець[17]
- 1966: 7843 науковця (2780 жінок, зокрема 42 доктори наук, 734 кандидати)[18]
- 1967: 30146 працівників 94 академіків, 129 членів-кореспондентів, 409 докторів наук, 2568 кандидатів наук[19]

## Значення і досягнення
Якщо до початку 1930-х років ВУАН мала значні здобутки у ділянці гуманітарних наук (головним чином українознавчих), то в процесі наступних репресій і реорганізацій ці науки неухильно занепадали, а то й зовсім зникали з планів науково-дослідних установ АН УРСР (класична філологія, орієнталістика, порівняльне літературознавство, історія України до 1917, всесвітня історія, історія Церкви, психологія тощо). Про це свідчили і числові показники: на 118 дійсних членів АН УРСР в 1970 році було тільки 10 з ділянки гуманітарних наук. Це або письменники, що науково не працювали (Микола Бажан, Олександр Корнійчук), або партійні ідеологи (А. Скаба, М. Шамота). Натомість на перше місце висунулися фізико-математичні, технічні і природознавчі науки, розраховані на конкретне застосування в дальшому розвитку машинобудування, металургії, енергетичної бази, раціонального використання енергетичних джерел, піднесення сільсько-господарського виробництва, поліпшення якости продукції, охорону природи тощо. В АН УРСР зформувалася низка шкіл, які зробили значний внесок у різні ділянки науки: алгебраїчна школа Д. Ґраве, школа М. Крилова і школа нелінійної механіки, школа О. Динника з теорії пружности, хімічна школа Л. Писаржевського, школа В. Глушкова в ділянці теоретичної кібернетики. Великі досягнення АН УССР має в ділянці патофізіології (О. Богомолець), фізики (К. Синельников), ботаніки (М. Холодний), медицини (М. Стражеско, В. Філатов) та інших наук. У деяких галузях АН УРСР вийшла на перше місце в СРСР (порошкова металургія, електрозварювання; хіміки АН УРСР перші в СРСР одержали «важку воду», ізотопи водню і кисню, тут також створено першу в СРСР електронну обчислювальну машину тощо). Але брак нормальних контактів з науковим світом поза СРСР і радянським блоком робила АН УРСР провінційною науковою установою, а утилітарне наставлення на розвиток технічних наук з занедбанням гуманітарних надавала їй суто радянського характеру, позбавляючи дедалі більше прикмет національної наукової установи. Про національну безликість АН УРСР, фактично поставленої на службу російській науці, особливо яскраво свідчила дедалі більша русифікація її видань.
У 1980 роках більшість наукових співробітників Академії була зосереджена у Секції фізико-технічних і математичних наук (у 1986 — 76 % працюючих), у Секції хіміко-технологічних і біологічних наук (19 %), у Секції суспільних наук (5 %). Загальна кількість наукових співробітників зросла до 15340. У складі АН УРСР налічувалося 143 академіки і 203 члени-кореспонденти, 1394 доктори наук, 8141 кандидат наук. Вони працювали в 78 наукових установах і 72 підприємствах дослідно-конструкторської і виробничої бази. Вчені багатьох академічних інститутів зробили істотний внесок у подолання тяжких наслідків Чорнобильської катастрофи. Зусилля їх координувалися комісією президії АН УРСР під головуванням академіків В. Трефілова, Володимира Скока, Віктора Бар'яхтара.
----
НАН України стала одним з визначних наукових центрів, збагативши вітчизняну і світову науку цінними відкриттями й винаходами. Так, вчені-фізики здійснили ряд важливих досліджень в галузі теоретичної фізики, зокрема ядерної фізики, в галузі вивчення напівпровідників (германійові діоди і тріоди). Широко відомі праці О. І. Лейпунського в галузі фізики ядра. Праці М. М. Крилова і М. М. Боголюбова та їхніх учнів є видатним внеском у галузі дослідження наближених методів математичного аналізу і теорії динамічних систем. Українські математики створили новий відділ математичної фізики — нелінійну механіку. Значним внеском у науку є праці Г. Ф. Проскури з аерогідродинаміки та дослідження М. О. Лаврентьєва з геометричної теорії функцій комплексної змінної та її застосування до гідродинаміки й аеродинаміки. В Інституті електротехніки академії вперше в СРСР була створена мала електронна обчислювальна машина, яка стала прототипом великої обчислювальної машини, створеної в АН СРСР. В обчислювальному центрі академії створено спеціалізовану машину «Київ» і ряд інших обчислювальних машин.
Вчені АН УРСР мають досягнення в галузі генерування надвисоких частот сантиметрового і міліметрового діапазонів радіохвиль, що знайшли широке застосування в новітній техніці. Здійснено важливі дослідження по вивченню поширення радіохвиль ультракороткохвильового діапазону в топосфері. В Інституті фізичної хімії ім. Л. В. Писаржевського вперше в СРСР здійснені дослідження із застосування важкого ізотопу азоту для вивчення механізму хімічних процесів. 1934 в цьому інституті вперше в СРСР було одержано важку воду, що стало початком розвитку науки про стабільні ізотопи в Радянському Союзі. Видатні відкриття належать вченим АН УРСР в галузі органічної хімії, зокрема органічного синтезу (ненасичених спиртів, ціанінових барвників тощо). В Інституті органічної хімії АН УРСР синтезовано високоефективний антибіотик саназин, який широко використовується медициною СРСР для лікування туберкульозу очей, кісткового туберкульозу та ін. захворювань.
У післявоєнні роки вчені АН УРСР добилися значних успіхів у винайденні легуючих кольорових і рідких елементів. Створено ефективні й економічні технологічні схеми одержання з руд титану, цирконію та інших рідкісних металів. На основі розроблених АН УРСР даних на території республіки було виявлено нові родовища корисних копалин (вугілля, залізних руд, рідкісних металів, нафти тощо). Українські геологи зробили значний внесок у справу розширення меж видобутку корисних копалин Донецького басейну.
Зусиллями вчених АН УРСР розв'язано ряд важливих проблем автоматизації виробничих процесів, розроблено методи розрахунку машин на міцність, створено нові досконалі машини і механізми. Загальнонародне визнання здобула наукова діяльність Є. О. Патона, який зробив великий внесок у рад. мостобудування та автоматичне електрозварювання. В Інституті електрозварювання ім. Є. О. Патона АН УРСР розроблено теорію зварювання та апаратуру для автоматичного і напівавтоматичного зварювання під флюсом для потреб машинобудування, суднобудування, апаратобудування і багатьох ін. галузей промисловості. Розроблені колективом інституту і удостоєні в 1958 Ленінської премії метод і апаратура електрошлакового зварювання металу великої товщини широко впроваджені на багатьох заводах важкого машинобудування. Дослідження проблем порошкової металургії дозволило створити ряд металокерамічних виробів, які знайшли застосування в радіотехнічній промисловості і будівництві енергетичних систем. Інститут чорної металургії АН УРСР успішно досліджує питання інтенсифікації металург. процесів, розробляє нові й удосконалює існуючі процеси, а Інститут гірничої справи у творчій співдружності з працівниками виробництва створив гірничий комбайн для розробки слабких порід марганцеворудних і буровугільних родовищ, а також оригінальний прилад — метан-газоаналізатор безперервної дії Успішно впроваджуються в практику гідробудівництва розроблені науковими працівниками Інституту гідрології і гідротехніки нові методи будівництва гребель з кам'яного накиду.
Мікробіолог і епідеміолог Д. К. Заболотний, засновник Міжнародного товариства мікробіологів, здійснив класичні дослідження в галузі профілактики і лікування ряду гостроінфекційних захворювань. Він вперше розробив ефективні методи протичумної вакцинації. Дослідження акад. О. О. Богомольця в галузі переливання крові, фізіологічної системи сполучних тканин, його антиретикулярна цитотоксична сироватка широко використовуються в лікувальній практиці. Збагатили світову науку дослідження і багатьох інших працівників академії. Широко відомі фітогормональна теорія тропізмів та інші наслідки досліджень М Г. Холодного; праці О. В. Палладіна з біохімії головного мозку, м'язової діяльності та вітаміну К3 і вікасолу; дослідження В. М. Любименка з фізіології хлорофілу і фотосинтезу; праці А. О Сапєгіна з генетики; М. Д. Стражеска з патології кровообігу; праці В. П. Філатова по пересаджуванню трупної рогівки, що зробили переворот у боротьбі з сліпотою. Розроблене В. П. Філатовим вчення про біогенні стимулятори сприяло новому піднесенню багатьох галузей біологічної і медичної науки в усьому світі. Інститут ботаніки АН УРСР видав капітальну працю «Флора УРСР», подібне видання «Фауна України» здійснює Інститут зоології АН УРСР.
Великими тиражами видано в Україні монографічні наукові праці з питань історії українського народу, розвитку народ. господарства УРСР та ін. питань економіки, з проблем українського літературознавства, фольклору та мистецтвознавства. Вчені Академії наук УРСР розв'язали ряд практичних і теоретичних наукових питань в галузі історії, зокрема створено двотомний курс історії Української РСР. В Інституті літератури АН УРСР створено курс історії української літератури, видано твори класиків української літератури (Т. Шевченка, І. Франка, П. Мирного, Лесі Українки, П. Грабовського та ін.). Вчені Інституту мовознавства видали монографії про походження української мови, курс сучасної української літературної мови та її історії, ряд словників та ін.